# レバノン南部

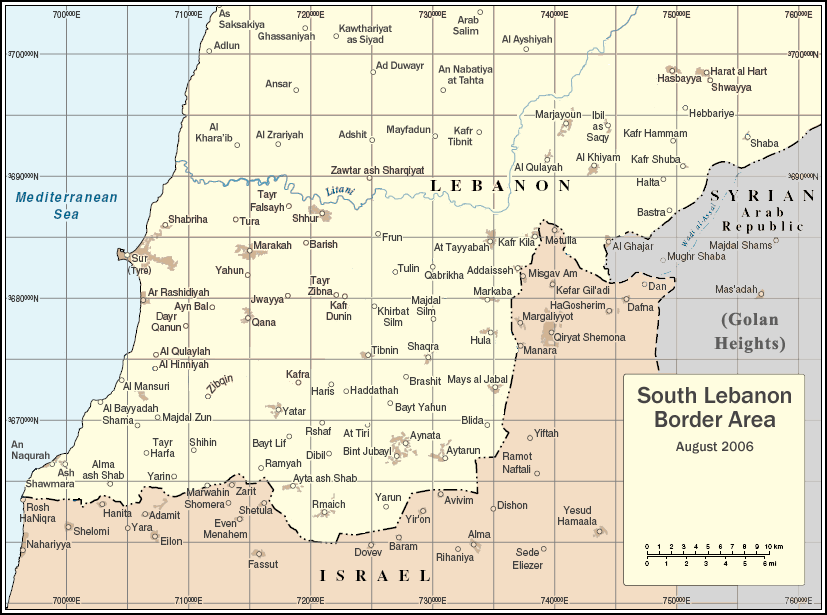
南レバノンの地図

南レバノン(アラビア語: جنوب لبنان)は、レバノンの地域であり、南レバノン県とナバティーエ県から成る。これら2つの県は、1990年代初頭に同じ県から分割された。ベッカー県の最南端の地区であるラシャヤ郡と西ベッカー郡も含まれる。
この地域の主要都市は、シドン、ティルス、ジェジン、ナーバティーエである。南レバノンのカザであるビント・ジュベイル郡、ティルス、およびナーバティーエは、少数のレバノンのキリスト教徒とともに、多数のレバノンのシーア派イスラム教徒人口を抱えていることで知られている。シドンは主にレバノンのスンニ派イスラム教徒であり、シドン郡の残りの部分はシーア派イスラム教徒が多数派を占め、かなりの数のキリスト教徒少数派、主にレバノンのメルキト派ギリシャ・カトリック教徒が居住している。ジェジン郡とマルジャユーン郡のカザはキリスト教徒が多数派であり、シーア派イスラム教徒も居住している。アイン・エベル、デベル、カオウザ、ルマイチの村はすべてレバノンのマロン派キリスト教徒である。ハスバヤ郡のカザはレバノンのドゥルーズ教徒が多数派である。

## 歴史

### 自由レバノン国と南レバノン安全地帯
レバノン南部は、1979年にサード・ハッダードによって宣言された自称自由レバノン国の所在地となった。この国家は国際的な承認を得ることができず、1984年のサード・ハッダードの死とともにその権威は失墜した。
レバノン南部はイスラエル・レバノン紛争においても重要な役割を果たしてきた。

### アフマディネジャド大統領の公式訪問
2010年10月、イラン大統領 マフムード・アフマディネジャドは南レバノンを訪問した。これは、2005年にテヘランで大統領に就任して以来、初めてのレバノン訪問であった。イスラエルとアメリカ合衆国の両国はこの訪問を「挑発的」であるとして非難した。アフマディネジャドは、南アメリカ、EU、アラブ連盟、米国、イスラエルの多くによってテロ組織に指定されているレバノンのシーア派イスラム教徒の同盟組織であるヒズボラの支持者数万人によって歓迎された。これは、レバノンの不安定な政府への参加にもかかわらず行われた。

## 都市と地区

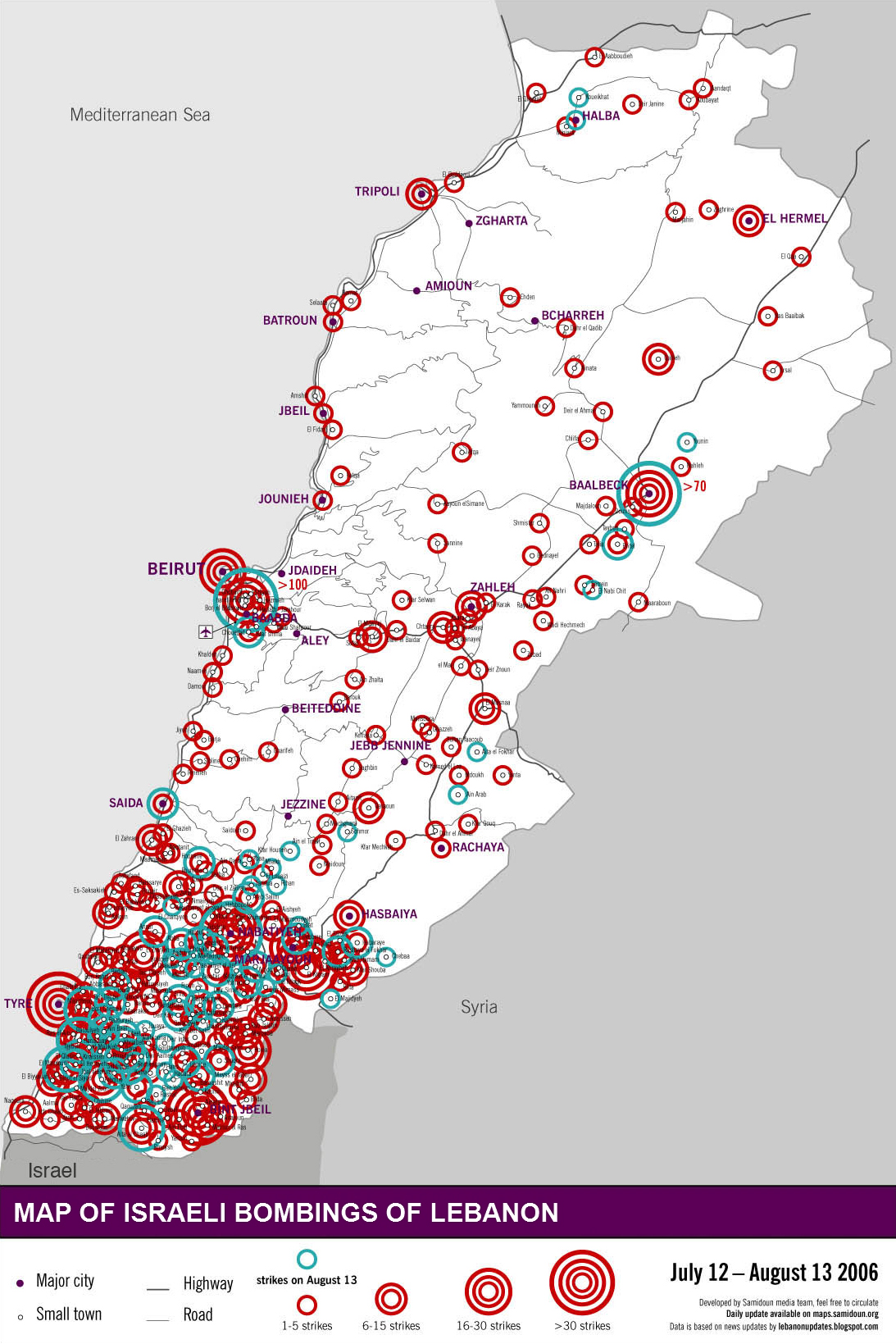
イスラエルによる爆撃の標的地域（2006年7月～8月）は南レバノンに集中していた。

- アアラームタ（英語版）
- アル・リハン（英語版）
- アルマ・アッ＝シャアブ（英語版）
- アッバーシーヤ（英語版）
- アドゥルン（英語版）
- アル・マンスーリー（英語版）
- アイン・エベル（英語版）
- アイン・バール（英語版）
- アイタルーン（英語版）
- アンサリヤ（英語版）
- アンサール
- アッ＝シャウマーラ（英語版）
- アッ＝タイイバ（英語版）
- アッ＝ティーリー（英語版）
- アイティート（英語版）
- アイナタ（英語版）
- アイタ・アッ＝シャアブ（英語版）
- バラアチート（英語版）
- バーリシュ（英語版）
- バイト・リフ（英語版）
- バイトゥライ（英語版）
- バズーリーヤ（英語版）
- ベイト・ヤフーン（英語版）
- ビント・ジュベイル（英語版）
- ブリダ
- ブルジュ・アッ＝シャマーリー（英語版） またはブルジュ・シェマーリー（英語版）
- ブルジュ・カラウィーヤ（英語版）
- ブルジュ・ラハル（英語版）
- ブスターネ（英語版）
- ブラシート（英語版）
- ブライカ（英語版）
- シュトゥーラ（英語版）
- デイル・キーファ（英語版）
- デイル・インタール（英語版）
- Dayr Qanunc
- デイル・カヌーン・アン＝ナハル（英語版）
- ダルドガヤ（英語版）
- ディビール（英語版） またはデベル（英語版）
- ディッビーネ（英語版）
- ドゥウェイル（英語版）
- エベル・アッ＝サーキー（英語版）
- アル・ビヤーダ（英語版） またはアル・バヤーダ（英語版）
- アル・ヒンニーヤ（英語版） またはアル・ヒンニーヤ（英語版）
- アル・マンスール（英語版） またはアル・マンスーリー（英語版）
- アル・クライラ（英語版） またはアル・クレイラ（英語版）
- アッ＝スルターニーヤ（英語版）
- ファルディス（英語版）
- フルン
- ガンドゥーリーヤ（英語版）
- ガーズィーヤ（英語版）
- ガッサーニーヤ（英語版）
- ハダーサ（英語版） またはハッダーサ（英語版）
- ハナワイ（英語版）
- ハリス またはハッレース（英語版）
- フーレ（英語版）
- フーニーン（英語版）
- ジャバル・アーミル（英語版）
- ジャルジューフ（英語版）
- ジャルマク（英語版）
- ジェブシェット（英語版）
- ジュマイジマ（英語版）
- ジョイヤ（英語版） またはジュアヤ（英語版） またはジュワイヤ（英語版）
- カブリーハ（英語版） またはカブリーハ（英語版）
- カーカイート・アル＝ジェセル（英語版）
- カフラ（英語版）
- カフル・ドゥニーン（英語版）
- カフル・キーラー（英語版）
- カウカーバ（英語版） またはカウカーバ（英語版）
- クファル・メルキ（英語版）
- カファッルマーン（英語版）
- ヒルベット・セリム（英語版）
- ヒヤーム（英語版）
- クファル・シュバ（英語版）
- クファル・フィッラ（英語版）
- クファル・ハマーム（英語版）
- クファル・テブニート（英語版）
- クーニーン（英語版）
- マアシューク（英語版）
- マフルーナ（英語版）
- マジュダル・バルヒース（英語版）
- マジュダル・セリム（英語版） またはマジュダル・ズン（英語版）
- マラケ（英語版）
- マルジャユーン（英語版）—レバノンのキリスト教徒の村[2]
- マルカーバ（英語版）
- マールーン・アッ＝ラース（英語版）
- マルワヒーン（英語版）
- マアルーブ（英語版）
- マイファドゥーン（英語版）
- マイス・アル＝ジャバル（英語版） またはマイス・アル＝ジャバル（英語版）
- ムライハ（英語版）
- ミーイェ・ウー・ミーイェ（英語版）
- マグドゥーシェ（英語版）
- ナーバティーエ（英語版） またはナーバティーヤ（英語版）
- ナクーラ（英語版）
- ニーハー（英語版）
- ンマイリーヤ（英語版）
- オダイセ（英語版）
- ウム・アル＝アフマド（英語版）
- クラーヤー（英語版）
- カーナ（英語版）
- カンターラ（英語版）
- ラブ・アッ＝サラシ（英語版）
- ラシャフ（英語版）
- ラシャヤ・アル＝フッハール（英語版）
- ラーミーヤ（英語版）
- ラース・アル＝ビヤーダ（英語版）
- ルマイチ（英語版）
- ルマディーヤ（英語版）
- ルーム
- サラーア（英語版）
- シャブリーハ（英語版）
- シャクラー（英語版）
- シェバア（英語版） およびシェバア農場（所有権は係争中、1967年からイスラエルに占領されている）
- シーヒーン（英語版）
- シュフール（英語版）
- シッディーキーネ（英語版）
- シドン またはSaida
- シール・アル＝ガルビーヤ（英語版）
- スリーファ（英語版）
- スジュード（英語版）
- アッ＝スルターニーヤ（英語版）
- タッルース（英語版）
- タイル・デッベ（英語版）
- タイルス・ハルファ（英語版） またはタイルス・ハルファ（英語版）
- タイルス・ファルサイフ（英語版）
- タイベ
- テブニーン（英語版） (Tebnine, Tibneen)[3]、かつての城町トロンの跡地
- トゥーリーン（英語版）
- トゥーラ
- ティルス
- シドン郡（英語版）
- ジェジン郡（英語版）
- ティルス郡（英語版）
- ワーディー・アッ＝タイム（英語版）
- ヤーリーン（英語版）
- ヤーロウン（英語版）
- ヤフーン（英語版）
- イェーテル（英語版）
- ジブディーン（英語版）
- ジブキーン（英語版）

## その他の注目すべき場所
- アブー・アスワド川（英語版）
- アワリ川（英語版）
- アッ＝ザハラニー川（英語版）
- リタニ川
- サイトゥニー川（英語版）
- カスミーヤ川（英語版）
- ブルーライン (撤退ライン)
- ビューフォート城
- パレスチナ難民キャンプの一覧（英語版）。レバノンにあるパレスチナ難民キャンプ。アイン・アル＝ヒルウェ（英語版）、ナーバティーエ・キャンプ（英語版）、ワーヴェル（英語版）など。
- ラース・アル＝アイン